# سونجو چوسان
سونجو چوسان (انگلیسی: Seonjo of Joseon) (زاده ۲۶ نوامبر ۱۵۵۲ - درگذشته ۶ مارس ۱۶۰۸) چهاردهمین پادشاه سلسله چوسان بوده است.
وی که از سال ۱۵۶۷ تا ۱۶۰۸ حکومت کرد، جانشین عموی خود میونگ‌جونگ چوسان شد و پس از مرگش پسرش گوانگ‌هیگون چوسان جانشین وی شده است.

## خانواده
- پدر: دئوکئونگ داوونگون (۵ مارس ۱۵۳۰–۹ مه ۱۵۵۹) (덕흥대원군
- مادر: هادونگبو دائبوین جئونگ (۴ سپتامبر ۱۵۲۲–۱۸ مه ۱۵۶۷) (하동부대부인 정씨)
- همسران:

1. ملکه یی‌این of the Bannam Park clan (۱۵ آوریل ۱۵۵۵–۲۷ ژوئن ۱۶۰۰) (의인왕후 박씨)
2. ملکه این‌موک of the Yeonan Kim clan (۱۴ نوامبر ۱۵۸۴–۲۸ ژوئن ۱۶۳۲) (인목왕후 김씨)]]
3. Royal Noble Consort Gong of the Gimhae Kim clan (۱۵۵۳–۲۷ مه ۱۵۷۷) (공빈 김씨)
  1. گوانگ‌هیگون (광해군)
4. Royal Noble Consort In of the Suwon Kim clan (۱۵۵۵–۲۹ اکتبر ۱۶۱۳) (인빈 김씨)
5. Royal Noble Consort Sun of the Gimhae Kim clan (? - ?) (순빈 김씨)
6. Royal Noble Consort Jeong of the Yeoheung Min clan (۱۵۶۷–۱۶۲۶) (정빈 민씨)
7. Royal Noble Consort Jeong of the Namyang Hong clan (? - ۱۶۳۸) (정빈 홍씨)
8. Royal Noble Consort On of the Cheongju Han clan (۱۵۸۱–۱۶۶۴) (온빈 한씨)
9. Jeong Gwi-in (귀인 정씨)
10. Jeong Suk-Ui (숙의 정씨)
11. Yoon So-Won (소원 윤씨)

- در مجموع ۱۴ پسر، ۱۱ دختر

## تبارنامه
1. ↑  Bestowed in 1608 and 1616, respectively.